# Модель Френкеля — Конторової
Соліто́н, або дислока́ція Фре́нкеля — Ко́нторової (ФК-соліто́н) — модель особливого роду дефекту в кристалічній структурі твердого тіла. Розробили Френкель та Конторова в 1930-х роках.
Граничний випадок дислокації — це «дірка» в кристалічній ґратці. Така дірка може переміщатися кристалом. Для перекидання сусіднього атома на порожнє місце його слід «розхитати», щоб він міг відірватися від навколишніх атомів. Легше переміщається дефект, у якому атоми навколо «дірки» зміщені. Це і є дислокація.

## Суть моделі
Модель ФК — це модель руху дислокації в кристалі. У моделі враховуються два ланцюжки атомів, які є наближенням двох шарів атомів. Причому нижній шар атомів замінюється послідовністю горбків і улоговин. В улоговинах лежать кульки, зв'язані пружинками. Так враховується взаємодія кульок-«атомів» між собою та нижнім шаром «атомів».
За наявності достатньої енергії кулька або «атом» може подолати гірку, при цьому всі «атоми» в гармонічному ланцюзі так само змістяться. Поняття дефекту за Френкелем включає пару — вільну комірку або «дірку» і комірку з двома «атомами» або дислокацію згущення. Дислокацію згущення називають «негативною» або антидислокацією. Дислокацію розрідження, або вільну комірку, називають «позитивною» або просто дислокацією.
Будь-яке початкове збудження «розпадається» на біжучі хвилі і кілька дислокацій та антидислокацій. Їх форма не залежить від початкового збурення, а визначається лише параметрами моделі (масами кульок, жорсткістю пружини, формою хвилястої поверхні).
У «неперервній моделі» Френкеля та Конторової можуть утворюватися солітонні атоми, які живуть нескінченно довго. Їх називають «брізерами» або «біонами». Брізер виглядає як стояча хвиля. Він може поступово рухатися, прискорюватися і сповільнюватися поблизу неоднорідностей. При зіткненні із солітонами чи іншими брізерами поводиться як частинка.

## ФК-солітон
ФК-солітон має сталу форму, яка не залежить від його швидкості. Він може лежати або рухатися, причому залежність його енергії {\displaystyle E} від швидкості {\displaystyle v} така сама, як залежність енергії від швидкості для частки з масою {\displaystyle m_{0}}, що випливає зі спеціальної теорії відносності:
{\displaystyle E={\frac {m_{0}v_{0}^{2}}{\sqrt {1-v^{2}/v_{0}^{2}}}}.}
Замість швидкості світла {\displaystyle c} у вакуумі в цій формулі {\displaystyle v_{0}} — швидкість поширення звичайних синусоїдних хвиль малої амплітуди в середовищі, яким біжить солітон. Для реальної дислокації ця формула виконується наближено.
Для ФК-солітонів існують античастинки (антисолітони). Солітони відштовхуються між собою, а солітон і антисолітон притягуються і можуть утворити зв'язаний стан — солітонний «атом».